# David Garrick
David Garrick (ur. 19 lutego 1717, zm. 20 stycznia 1779) – angielski aktor, dramaturg i przedsiębiorca teatralny, który wywarł wpływ na całą sztukę aktorska XVIII wieku i potem. Oczyścił sztuki Szekspira z późniejszych XVII-wiecznych naleciałości.
Jego przyjacielem był słynny pisarz i leksykograf dr Samuel Johnson. Sztandarowym przykładem geniuszu aktorskiego Garricka jest jego rola w sztuce Szekspira Ryszard III. Była to także przełomowa rola dla samego artysty, bowiem wówczas kontrakt z nim podpisał słynny menadżer Charles Fleetwood, który zatrudnił Garricka na sezon w teatrze Drury Lane Theatre. Garrick pozostał na kontrakcie pięć lat, po czym zainwestował w niego, tak jak jego przyjaciel James Lacy. Zakup tych udziałów rozpoczął 29 lat kariery Garricka jako dyrektora Drury Lane. W przeciągu tych lat uczynił zeń jeden z wiodących teatrów w Europie. Garrick pochowany został w tak zwanym zakątku poetów (Poets' corner) przy Opactwie Westminsterskim.
Jako aktor Garrick unikał bombastyczności typowej dla sztuki teatralnej jego czasów. Zrewolucjonizował grę aktorską stosując daleko posunięty realizm. Nie był jednak równie dobrym dramatopisarzem, jak aktorem.

## Młodość i początki kariery
Przodkami Garricka byli francuscy hugenoci uciekinierzy z Francji południowej (Langwedocja). Jego dziadek David Garric był w Bordeaux, gdy w 1685 roku Ludwik XIV odwołał edykt nantejski będący symbolem i potwierdzeniem tolerancji wobec protestantów francuskich. David Garric uciekł do Londynu gdzie potem dołączył do niego syn Peter, przysłany przez opiekunkę, dopiero gdy był dość duży by znieść podróż. David Garric został uznany poddanym brytyjskim i zmienił pisownię swego nazwiska na Garrick. Gdy urodził się przyszły słynny aktor David Garrick's w 1717, rodzina Garricków mieszkała w Hereford, a wkrótce po narodzinach przeprowadziła się do Lichfield. Ojciec Davida Garricka, kpt. Peter Garrick, był oficerem rekrutującym ochotników, a głównym miejscem jego pobytu bywał Gibraltar. Jego młodszy brat, George (1723-1779), był bardzo przywiązany do Dawida; gdy w 1779 roku David Garrick zmarł, George zmarł w 46 godzin potem.
Garrick już jako dziewiętnastolatek studiujący w szkole w Lichfield, a potem w Edial Hall School, założonej przez Samuela Johnsona, okazał talent aktorski. Gdy szkołę Johnsona zamknięto, obaj (teraz) przyjaciele pojechali szukać szczęścia do Londynu. W 1737 bracia Garrick działali w branży winiarskiej zarówno w Londynie, jak i w Lichfield. Interes jednak nie kwitł, być może ze względu na teatralne inklinacje Garricka.
W roku 1740 Garrick wystawił pierwszą satyrę Lethe: or Aesop in the Shade, wystawioną w teatrze Drury Lane. W tym czasie zaczął grywać małe role dla Goodman's Fields Theatre, którego szefem był Henry Giffard. Goodman's Fields Theatre ucierpiał mocno z powodu cenzury teatralnej z 1737 roku (stage lincencing act), według aktu Lord Kanclerz musiał aprobować wystawienie przedstawień. Giffard pomógł jednak Garrickowi w początkach kariery. Ponieważ nazwisko Garricka wiązało się z jego interesami jako handlarza winem, na scenie występował pod wymyślonym nazwiskiem Lyddal.
Giffard załatwił Garrickowi w swoim teatrze a tymczasem dyrektorzy Drury Lane Theatre wyrzucili go. 19 października 1741 roku Garrick zagrał rolę tytułową w sztuce Ryszard III. Rolę tę załatwił mu aktor i dramaturg Charles Macklin. Naturalna gra aktorska Garricka tak różna od deklamowanych sztywnych mów teatralnych była na ustach całego Londynu.
Horace Walpole zauważył, że tego wieczora w Goodman's Fields Theatre był z tuzin książąt. Garrick napisał bratu, że odtąd zamierza poświęcić się całkowicie aktorstwu. Król Lear i Venice Preserv'd Thomas Otwaya i komiczny Bayes ze sztuki The Rehearsal ugruntowały sławę Garricka, którego chwalił sam genialny poeta Alexander Pope.
Charles Fleetwood, szef Drury Lane Theatre, dał mu teraz rolę Chaumonta w sztuce OtwayaThe Orphan.

## Występowanie wDrury Lane Theatre

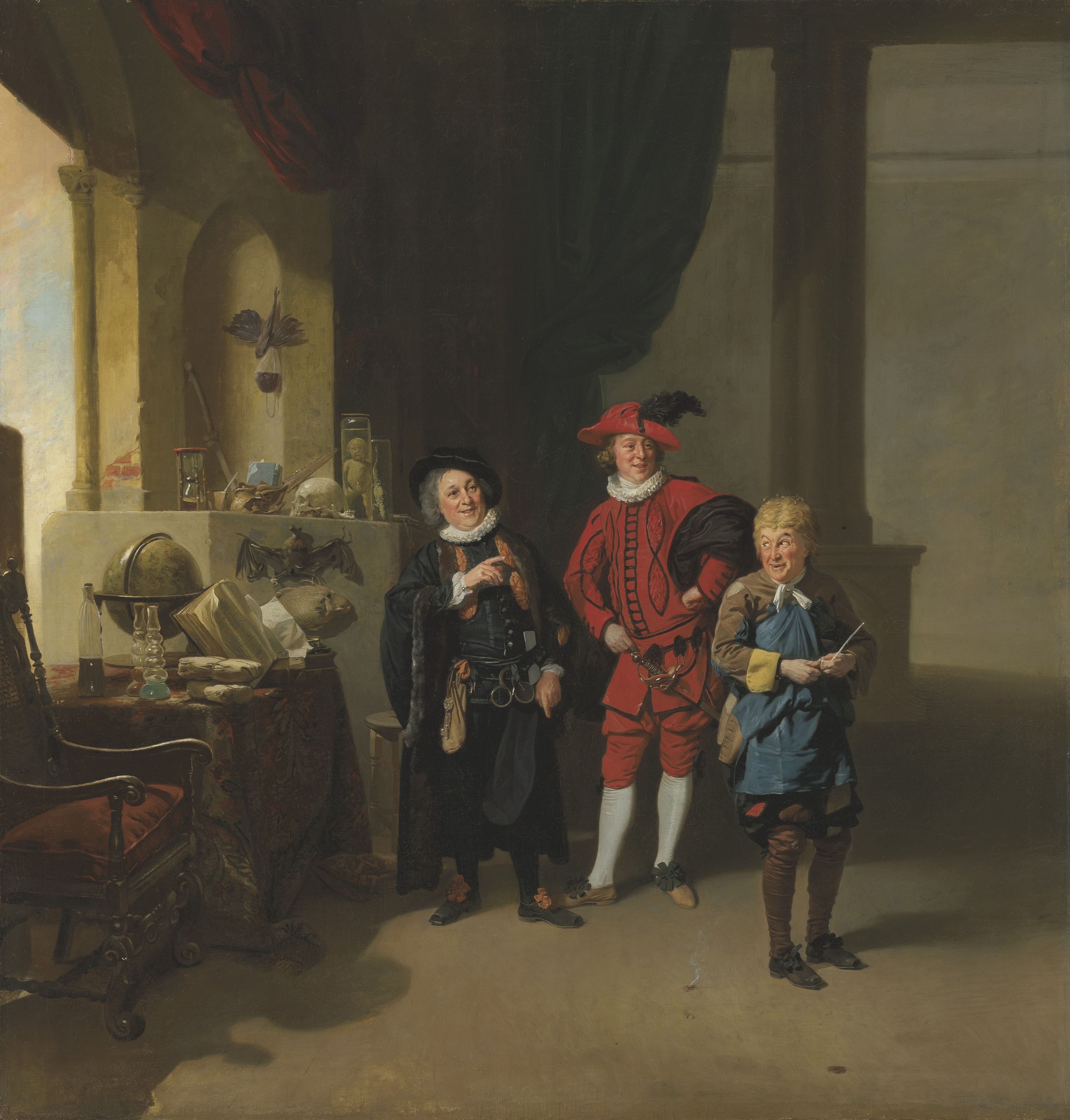
Garrick (po prawej) jako Abel Drugger w The Alchemist (Alchemiku) Bena Jonsona, malował Johann Zoffany.

Pod koniec londyńskiego sezonu, Garrick, wraz z Peg Woffington, odwiedził Dublin by występować w Theatre Royal przy ulicy Smock Lane. Tam Garrick zagrał Hamleta i Abela Druggera w sztuce Bena Jonsona The Alchemist. Pięć lat po zatrudnieniu w Drury Lane, Garrick znów odwiedził Dublin, gdzie przez jeden sezon zarządzał Smock Alley Theatre wraz z Thomasem Sheridanem, ojcem przyszłego wielkiego dramaturga Richarda Brinsleya Sheridana. Po powrocie do Londynu grał przez jakiś czas w Covent Garden Theatre pracując u Johna Richa. Wtedy światło dzienne ujrzała farsa Garricka, Miss in Her Teens.

## ZarządzanieDrury Lane Theatre
Z końcem sezonu 1746-1747 patent Fleetwooda na zarządzanie teatrem wygasł. James Lacy i Garrick przejęli więc go w kwietniu 1747. Teatr znajdował się w upadku, z którego Lacy i Garrick go wyciągnęli. Na początek Garrick przeczytał hymn ku czci teatru: Ode to Drury Lane Theatre, który ułożył jego przyjaciel Samuel Johnson i wybudował pomnik Szekspira.
Garrick poznał wówczas Evę Marie Veigel (1724-1822), niemiecką tancerkę, która wyemigrowała do Londynu w roku 1746. Pobrali się 22 czerwca 1749 roku. Ich wspólny portret wykonał w 1757 roku William Hogarth. Hogarth wykonał również wiele ich oddzielnych portretów. Małżeństwo było bezdzietne, lecz bardzo szczęśliwe. Stałość ich uczucia była legendą całego Londynu. Związek ich przetrwał 30 lat do śmierci Garricka. Eva Marie Garrick przeżyła męża o 43 lata.

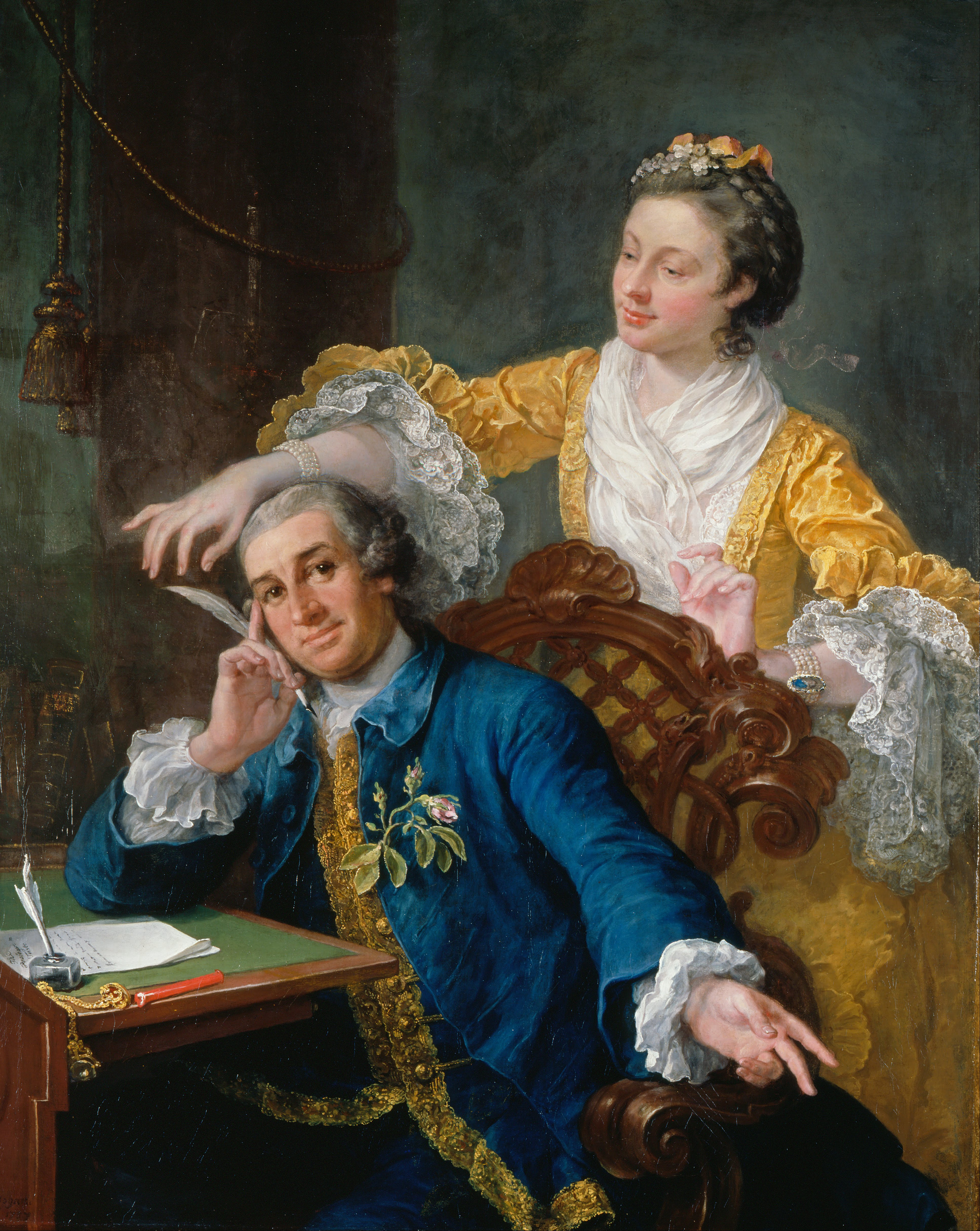
David Garrick i jego żona Eva Marie Veigel, malował William Hogarth (1757). Obraz należy do królewskiej kolekcji zgromadzonej w Windsor Castle

## Dzieła
Lethe: or, Aesop in the Shades (1740)

The Lying Valet (1741)

Miss in Her Teens; or, The Medley of Lovers (1747) 

Lilliput (1756)

The Male Coquette; or, Seventeen Fifty Seven (1757)

The Guardian (1759) 

Harlequin's Invasion (1759)

The Enchanter; or, Love and Magic (1760)

The Farmer's Return from London (1762)

The Clandestine Marriage (1766)

Neck or Nothing (1766) 

Cymon (1767)

Linco's Travels (1767) 

A Peep Behind the Curtain, or The New Rehearsal (1767)

The Jubilee (1769)

The Irish Widow (1772)

A Christmas Tale (1773) 

The Meeting of the Company; or, Bayes's Art of Acting (1774) 

Bon Ton; or, High Life Above Stairs (1775) 

The Theatrical Candidates (1775) 

May-Day; or, The Little Gypsy (1775)

## Publikacje
- "David Garrick". Encyclopædia Britannica 11. wyd.
- Freedley, George and John A. Reeves. A History of the Theatre. New York, Crown. 1968.
- Kendall, Alan. David Garrick: A Biography. New York, St. Martin’s Press. 1985.
- Hartnoll, Phyllis. The Oxford Companion to the Theatre. Oxford, Oxford University Press. 1983.
- Holland, Peter. "David Garrick". in Banham, Martin, ed. The Cambridge Guide to Theatre. London, Cambridge University Press. 1995. pp. 411-412.
- Woods, Leigh. David Garrick. in Pickering, David, ed. International Dictionary of Theatre. Vol. 3. New York, St. James Press. 1996.